# 2012年ロンドンオリンピックのアルメニア選手団
2012年ロンドンオリンピックのアルメニア選手団（2012ねんロンドンオリンピックのアルメニアせんしゅだん）は、2012年7月27日から8月12日にかけてイギリスの首都ロンドンで開催された2012年ロンドンオリンピックのアルメニア選手団、およびその競技結果。

## 概要
今大会は銀メダル1個、銅メダル1個の合計2個のメダルを獲得した。
ウエイトリフティング女子75kg超級では、ヒリプシメ・フルシュデャンが銅メダルを獲得したが、2016年にドーピング再検査で陽性となり剥奪された。

## 選手団
- 人員: 選手 25人
- 開会式旗手: アルマン・エレミャン

## メダル
| メダル | 選手名                       | 競技       | 種目                             | 日付（現地） |
| ------ | ---------------------------- | ---------- | -------------------------------- | ------------ |
| 銀     | アルセン・ユルファラキャン   | レスリング | 男子グレコローマンスタイル74kg級 | 8月5日       |
| 銅     | アルトゥール・アレクサニャン | レスリング | 男子グレコローマンスタイル96kg級 | 8月7日       |

## 種目別選手・スタッフ名簿及び成績

### 陸上競技
- Melik Janoyan（男子やり投げ）72.64m 予選敗退
- Vardan Pahlevanyan（男子走り幅跳び）6.55m 予選敗退
- Arsen Sargsyan（男子走り幅跳び）7.62m 予選敗退
- Kristine Harutyunyan（女子やり投げ）47.65m 予選敗退

### ボクシング
- アンドラニク・ハコブヤン（男子ミドル級）第1回戦敗退

### 体操
- アルトゥール・ダフチャン（男子個人総合）82.865 予選敗退

### 柔道
- ホヴァネス・ダフチャン（男子60kg級）敗者復活戦敗退
- アルメン・ナザリャン（男子66kg級）2回戦敗退

### 射撃
- ナライル・バフタミャン（男子エアピストル、50mピストル）其々予選敗退

### 競泳
- Mikayel Koloyan（男子100m自由形）53秒82 予選敗退
- Anahit Barseghyan（女子100m背泳ぎ）1分8秒19 予選敗退

### テコンドー
- アルマン・エレミャン（男子80kg級）3位決定戦敗退

### ウエイトリフティング
- アラケル・ミルゾヤン（男子69kg級）記録無し
- チグラン・ゲボルク・マルチロスリャン（男子77kg級）棄権
- Ara Khachatryan（男子85kg級）記録無し
- Norayr Vardanyan（男子94kg級）11位
- メリネ・ダルジャン（女子69kg級）記録無し
- ヒリプシメ・フルシュデャン（女子75kg超級）銅メダル獲得

### レスリング
- ミフラン・ジャブリャン（男子フリースタイル55kg級）第3回戦敗退
- ダヴィッド・サファリャン（男子フリースタイル66kg級）第3回戦敗退
- Gadzhimurad Nurmagomedov（男子フリースタイル84kg級）第2回戦敗退
- Hovhannes Varderesyan（男子グレコローマンスタイル66kg級）敗者復活戦敗退
- アルセン・ユルファラキャン（男子グレコローマンスタイル74kg級）銀メダル獲得
- アルトゥール・アレクサニャン（男子グレコローマンスタイル96kg級）銅メダル獲得
- ユーリ・パトリケフ（男子グレコローマンスタイル120kg級）第2回戦敗退